# Lejrskov Sogn
Lejrskov Sogn er et sogn i Kolding Provsti (Haderslev Stift).
I 1800-tallet var Jordrup Sogn anneks til Lejrskov Sogn. Begge sogne hørte til Anst Herred i Ribe Amt. Lejrskov-Jordrup sognekommune blev ved kommunalreformen i 1970 indlemmet i Lunderskov Kommune, der ved strukturreformen i 2007 indgik i Kolding Kommune.
I Lejrskov Sogn ligger Lejrskov Kirke.
I sognet findes følgende autoriserede stednavne:
- Asbøl (bebyggelse)
- Bavnen (areal)
- Brunkær (bebyggelse)
- Egholt (bebyggelse, ejerlav)
- Feltlund (bebyggelse)
- Ferup (bebyggelse, ejerlav)
- Ferup Nyvang (bebyggelse)
- Ferup Skov (areal, bebyggelse)
- Ferup Storedam (bebyggelse)
- Fynslund (bebyggelse)
- Højrup (bebyggelse, ejerlav)
- Kirsbøl (bebyggelse)
- Lejrskov (bebyggelse, ejerlav)
- Lysgård (bebyggelse)
- Slotsbanke (areal)
- Uhre (bebyggelse, ejerlav)
- Vrå (bebyggelse, ejerlav)